# Бакофен, Иоганн Георг Генрих
Иога́нн Гео́рг Ге́нрих Бако́фен (нем. Johann Georg Heinrich Backofen; 6 июля 1768, Дурлах, ныне в составе Карлсруэ — 10 июля 1839, Дармштадт) — немецкий кларнетист, арфист, композитор и музыкальный педагог.
В 1780 году его семья переехала из Дурлаха в Нюрнберг, где Бакофен получил музыкальное образование под руководством тамошнего капельмейстера Грюбера, а также обучался живописи и иностранным языкам. Во второй половине 1780-х годов совершил несколько концертных поездок в Францию, Испанию, Италию, после революции 1789 года работал в основном в Германии, где имел репутацию хорошего композитора и виртуозного кларнетиста. Бакофен также хорошо владел арфой и флейтой, работал переводчиком и художником.
В 1806—1811 годах Бакофен работал в Готе, с 1811 — придворный музыкант в Дармштадте. Большой популярностью пользовалась его «Школа игры на кларнете и бассетгорне», изданная в 1803 году в Лейпциге.
Бакофен — автор многочисленных концертных и учебных сочинений для кларнета, арфы, флейты, однако они практически не издаются. Больша́я часть рукописей композитора утрачена.

## Некоторые сочинения
- Концертная симфония для двух кларнетов с оркестром A-dur, op. 10;
- Три концерта для кларнета с оркестром (B-dur ор. 3; Es-dur, op. 16; Es-dur, op. 24);
- Концерты для бассетгорна, валторны и арфы с оркестром;
- Соната для флейты и арфы F-dur;
- Камерные ансамбли для духовых инструментов;
- Соло для арфы
- Этюды